# Società Sportiva Dilettantistica Napoli Femminile
Maillots
Actualités
La Società Sportiva Dilettantistica Napoli Femminile est un club italien de football féminin basé à Naples.

## Histoire
Le club est fondé en 2003 sous le nom de AS Calciosmania Napoli. Il fusionne avec le club Venus Napoli en 2008 et est renommé Carpisa Yamamay Napoli. En 2010 prend le nom d'ASD Napoli Calcio Femminile.
L'équipe obtient sa promotion en première division en 2012. Il fusionne avec le Napoli Dream Team en 2017, formant ainsi l'A.S.D. Napoli Femminile (renommée S.S.D. Napoli Femminile en 2018). Lors de la saison 2019-2020, le Napoli Femminile réussit sa seconde promotion consécutive, lui permettant de jouer en Serie A en 2020-2021. 

## Palmarès
- Deuxième division :
  - Champion (4) : 2008, 2012,  2020 et 2023

- Serie C
  - Champion (1) : 2019

- Coupe d'Italie féminine
  - Finaliste (1) : 2012.